# Pegnitz (oraș)
Pegnitz este un oraș din districtul Bayreuth, regiunea administrativă Franconia Superioară, landul Bavaria, Germania.